# Rizochóri
Rizochóri (Rizochori) är en ort i Grekland.   Den ligger i prefekturen Nomós Péllis och regionen Mellersta Makedonien, i den norra delen av landet, 400 km norr om huvudstaden Aten. Rizochóri ligger 139 meter över havet och antalet invånare är 443.
Terrängen runt Rizochóri är varierad. Runt Rizochóri är det ganska glesbefolkat, med 21 invånare per kvadratkilometer. Närmaste större samhälle är Aridaía, 7,3 km sydväst om Rizochóri. Trakten runt Rizochóri består till största delen av jordbruksmark.